# 金田一耕助
金田一耕助（日语：金田一 耕助）是日本推理小說家横沟正史笔下的名侦探，第一次出场于推理小说《本陣殺人事件》中，特征是一头乱蓬蓬的鸟窝头、一顶软帽和脏兮兮的和服。
他亦被另一推理作品《金田一少年之事件簿》的原作天樹征丸定為主角金田一一的爺爺，不過只是以名字出現，相貌及事蹟完全沒有提及。曾傳出橫溝正史的部份家屬抗議此設定，但現在天樹征丸與橫溝正史家屬之間的協商已經結束。
在2012年，《朝日新聞》的問卷調查「最難忘的名偵探」顯示的名偵探排名結果是前20名的第3位。
金田一耕助與江戶川亂步的明智小五郎和高木彬光的神津恭介並列為「日本三大名偵探」。

## 姓名
在設定階段，作者橫溝正史原定姓名為「菊田一」，之後參考語言學家金田一京助的姓名，定名「金田一耕助」。

## 經歷
大正2年（1913年）　
- 出生於東北地方（據說是岩手縣）。關於金田一的出生年份，生於明治三十五年（1902年）的橫溝曾說道「他（金田一）比我年輕11歲」，故金田一應生於大正二年 (1913年)。至於出生月日則無明確記載，但橫溝在與讀者的座談會上說過「金田一是年頭出生的」。

昭和6年（1931年，18歲）　
- 在本地的中學畢業後，和同窗的風間俊六同抱青雲之志前赴東京，在某私立大学挂单，并在神田一带的便宜旅馆过着无所事事的生活。在中學前輩的大學生的介紹下進入了歌舞伎演員・佐野川鶴之助的後援會「丹頂會」。另外也成為了當時的電影女星・紅葉照子的影迷。大學入學後不足一年便覺得日本的大學無聊，於是前赴美國。

昭和7年（1932年，19歲）　
- 在美國後認識電影男演員傑克·安永，一邊做着洗碗工，一邊過着放蕩的生活，更一度染上吸食大麻的惡習。後來在三藩市解決了一件發生於日本人間的殺人案。這時在日本留學生聚會上認識了岡山縣的果樹園主・久保銀造，並在久保的資助下完成了大學學業。另外為了後來從事的偵探業，想多少也積累一些醫學方面的經驗，在夜晚去醫院當看護實習生。

昭和10年（1935年，22歲）　
- 大學畢業後回國，在久保銀造5千圓的資助下在東京成立了偵探事務所。開業後半年幾乎沒有委託人上門，但很快就接連解決了幾件大案，「名偵探・金田一耕助」的大名逐漸為世所知。另外，與同窗的風間俊六在此期間重逢。

昭和11年（1936年，23歲）　
- 8月25日，解決了轟動全國的稻妻座歌舞伎演員失蹤案，受到熱烈的報導。

昭和12年（1937年，24歲）　
- 11月27日～29日，接受久保銀造的要求，前往岡山縣調查并解決了久保的侄女遭到殺害的案件（本陣殺人事件）。並在此案件中認識任職於岡山縣警的磯川常次郎警部。

昭和15年（1940年，27歲）　
- 受軍隊徵召，前往中國。

昭和17年（1942年，29歲）　
- 轉調至南方戰線，最後抵達新畿內亞的韋瓦克。所在部隊受到幾乎全滅的打擊，在和其他部隊重編的時候認識了川地謙三、鬼頭千萬太。在這裏金田一經常全神貫注地看守戰友炸死或病死的屍體，對死後僵硬狀態的察覺變得敏銳，這一點在復員後的偵探生涯中得到活用。

昭和18年（1943年，30歲）　
- 部隊被遺留在韋瓦克前線，一整年都沒有交戰，金田一所在的部隊在熱病和營養不良中陷入孤立狀態。

昭和20年（1945年，32歲）　
- 在韋瓦克迎接二戰結束。

昭和21年（1946年，33歲）　
- 退伍回國。接受了戰友委託解決了「百日紅之下（9月上旬）」、「獄門島（9月下旬～10月上旬）」、「水井為何作響」等案件。在「獄門島」一案中，接受戰友鬼頭千萬太臨死前的委託，前往瀨戶內海的北門島，卻遭遇了千萬太的三個妹妹接連被殺的案件。同時在此案中認識了鬼頭早苗，但在提出讓對方跟他一起回東京時被拒絕。
- 10月上旬，拜訪岡山的偵探小說家Y，和Y建立緊密的交情（Y此後便負責撰寫金田一的傳記）。在回程的火車中與風間俊六再會。這時在京橋裏（銀座裏）的三角大樓5樓開設「金田一耕助偵探事務所」。
- 11月中旬，解決「蝙蝠與蛞蝓」一案。

昭和22年（1947年，34歲）　
- 結束了開張僅三個月的事務所，寄居在風間小老婆節子在大森經營的料理旅館「松月」別館。
- 3月下旬，解決「黑暗中的貓」一案，在本案中結識了警視廳的等等力大志警部。
- 3月26日、28日～30日，解決「黑貓亭殺人事件（曾譯「黑貓酒店殺人事件」）」。
- 4月中旬～26日，解決「殺人鬼」一案。
- 9月28日～10月11日，解決「惡魔吹著笛子來」一案。
- 11月中旬，解決「黑蘭姬」一案。

昭和23年（1948年，35歲）
- 解決「夜行（5月5日～9日）」、「八墓村（5月中旬～9月初旬）」等案，此外在「八墓村」一案中獲得大筆報酬，和偵探小說家Y一同前往伊豆旅行。
- 9月初旬、10月初旬・中旬、12月、翌年1月解決了「女怪」一案。愛上「女怪」案件的相關人物持田虹子，不料後來虹子自殺。

昭和24年（1949年，36歲）
- 因為在「女怪」一案中失戀，前往北海道自我放逐一個月。
- 秋天，解決「人面瘡」一案。
- 10月上旬・中旬、11月1日～3日解決「死面具」一案。
- 10月18日～12月15日解決「犬神家一族」一案。
- 11月5日～8日解決「烏鴉」一案。

昭和25年（1950年，37歲）
- 10月18日～20日、11月25日，解決「迷路莊的慘劇」一案。

昭和26年（1951年，38歲）
- 3月下旬，解決「面具城」一案。
- 4月上旬，解決「大迷宮」一案。
- 5月上旬、17日～31日、6月6日～中旬，解決「女王蜂」一案。
- 7月上旬・中旬，解決「金色魔術師」一案。
- 7月下旬，解決「燈台島之怪」一案。
- 9月1日～7日、13日、10月中旬，解決「黄金指紋」一案。

昭和27年（1952年，39歲）
- 7月下旬～8月2日，解決「幽靈座」一案。
- 10月17日～18日，解決「湖泥」一案。
- 11月6日、20日、28日、翌年1月10日，解決「沉睡的新娘」一案。

昭和28年（1953年，40歲）
- 1月，解決「黄金花瓣」一案。
- 6月9日、中旬，解決「花園的惡魔」一案。
- 7月15日～27日、9月上旬，解決「不死蝶」一案。
- 8月21日、29日、9月4日、7日、20日、21日，和偵探作家・橫溝正史一同被捲入「醫院坡上吊之家」一案。但此案在發生「人頭風鈴事件」後就陷入謎團當中。
- 9月3日、15日，解決「活着的死面具」一案。

## 登場作品
| 日語長編 | 中譯本                       |
| -------- | ---------------------------- |
|          | 本陣殺人事件                 |
|          | 獄門島                       |
|          | 夜行                         |
|          | 八墓村                       |
|          | 犬神家一族                   |
|          | 迷路莊的慘劇                 |
|          | 惡魔前來吹笛(惡魔吹著笛子來) |
|          | 女王蜂                       |
|          | 不死蝶                       |
|          |                              |
|          | 幽靈男                       |
|          | 三首塔                       |
|          | 惡魔的手毬歌                 |
|          | 惡魔的寵兒                   |
|          | 惡魔的百唇谱                 |
|          |                              |
|          | 化妝舞會(假面舞會)           |
|          | 白與黑                       |
|          | 惡靈島                       |
|          | 醫院坡上吊之家               |

| 日語短編 | 中譯本           |
| -------- | ---------------- |
|          |                  |
|          | 水井怪聲         |
|          |                  |
|          | 黑貓酒店殺人事件 |
|          |                  |
|          |                  |
|          |                  |
|          |                  |
|          |                  |
|          |                  |
|          |                  |
|          |                  |
|          | 迷路的新娘       |
|          |                  |
|          |                  |
|          |                  |
|          |                  |
|          |                  |
|          |                  |
|          |                  |
|          |                  |
|          |                  |
|          | 七面人生         |
|          |                  |
|          |                  |
|          |                  |
|          |                  |
|          |                  |
|          |                  |
|          |                  |
|          |                  |
|          |                  |
|          |                  |
|          |                  |
|          |                  |
|          |                  |
|          |                  |
|          | 门后的女人       |
|          |                  |
|          |                  |
|          |                  |
|          |                  |
|          |                  |
|          |                  |
|          |                  |
|          |                  |
|          |                  |
|          |                  |
|          |                  |
|          |                  |
|          | 暗夜里的黑豹     |
|          |                  |
|          |                  |

## 探案年表
- 1937 昭和12年(24岁)

本阵杀人事件 (冈山线冈一村)
- 1946 昭和21年(33岁)

百日红之下  (东京市市谷)
狱门岛  (濑户内海北门岛)
水井怪聲
蝙蝠与蜗蝓
- 1947 昭和22年(34岁)

黑暗中的猫  (东京银座)
黑猫亭杀人事件 (东京郊区)
杀人鬼  (东京吉祥寺)
恶魔前來吹笛 (麻布六本木)
黑兰公主  (京桥)
- 1948 昭和23年(35岁)

夜行  (都下小金井．冈山县鬼首村)
八墓村  (冈山县八墓村)
- 1949 昭和24年(36岁)

犬神家一族  (信州那须市)
人面疮  (冈山县药师汤)
鸦   (冈山县奥地)
- 1950 昭和25年(37岁)

女怪  (伊豆温泉)
迷宫庄惨剧  (富士近郊)
- 1951 昭和26年(38岁)

女王蜂  (伊豆月琴岛)
灯塔岛之怪  (伊豆温泉)
- 1952 昭和27年(39岁)

幽灵座  (东京驹形)
湖泥  (冈山县僻村)
沉睡的新娘  (都下)
- 1953 昭和28年(40岁)

花园的恶魔  (东京近郊)
不死蝶  (信州射水)
医院坡上吊之家(上)  (东京港区)
复活的死假面 (东京杉并)
- 1954 昭和29年(41岁)

幽灵男  (西狄洼．伊豆温泉)
蜡美人  (麻布．狸穴)
箱中女  (阿佐佐谷)
堕落天使  (东京)
壶中美人  (成城)
迷路的新娘  (野方)
黑桃女王  (片濑)
蜃气楼岛  (濑户内海)
吸血蛾  (东京四谷)
首级  (冈山县熊之汤)
魔女之历  (东京浅草)
- 1955 昭和30年(42岁)

死神之箭  (片濑)
毒箭  (东京绿岗)
废园之鬼  (信州高原)
华丽的野兽  (本牧)
恶魔的手毬歌 (冈山县鬼首村)
雌蛭  (东京涩谷)
三首塔  (东京．信州)
扑克桌之首级 (东京隅田川)
扉影之女  (东京西银座)
- 1956 昭和31年(43岁)

雾中女  (东京银座)
黑翼  (缘丘)
七面具
- 1957 昭和32年(44岁)

泥中女  (三鹰)
洞中女  (经堂．赤堤)
镜中女  (三鹰)
红中女
伞中女  (东京近郊镜浦)
槛中女  (东京浅草今户)
出租舟十三号 (滨离宫)
支那扇之女  (成城)
镜浦杀人事件 (东京近郊镜浦)
恶魔的的降诞祭 (东京绿之丘)
- 1958 昭和33年(45岁)

柩中女  (久我山)
瞳中女  (东京吉祥寺)
火之十字架  (东京新宿)
蔷薇别墅  (镰仓)
恶魔的宠儿  (经堂)
梦中女  (东京代代木上原)
香水自杀事件 (轻井泽)
雾山庄  (Ｋ高原)
- 1960 昭和35年(47岁)

猫馆  (东京日暮里)
日晷中之女  (成城
恶魔的百唇谱 (成城)
假面舞会  (轻井泽)
女人的对决  (东京绿丘)
白与黑
夜之黑豹  (芝区)
- 1962 昭和37年(49岁)

猎奇悔过书  (白滨海岸)
- 1964 昭和39年(51岁)

蝙蝠男  (东京绿丘)
- 1967 昭和42年(54岁)

惡靈島 (濑户内海)
- 1973 昭和48年(60岁)

医院坡上吊之家(下)  (东京港区)

## 影視作品
- 《金田一探案集》（系列劇，古谷一行主演）
- 《金田一耕助 本陣殺人事件》（1975年，田村高廣主演）
- 《八墓村》（電影，上映日期：1977-10-29，渥美清主演）
- 《八墓村》（電影，上映日期：1996-10-26，豐川悅司主演）
- 《金田一耕助 迷路莊的慘劇》（2002-09-30特別劇，上川隆也主演）
- 《金田一耕助 獄門島》（2003-10-26特別劇，上川隆也主演）
- 《金田一耕助 犬神家族/犬神家一族》（2004-04-03特別劇，稻垣吾郎主演）
- 《金田一耕助 八墓村》（2004-10-01特別劇，稻垣吾郎主演）
- 《金田一耕助 女王蜂》（2006-01-06特別劇，稻垣吾郎主演）
- 《犬神家一族》（電影，上映日期：2006-12-16，石坂浩二主演）
- 《金田一耕助 惡魔吹著笛子來》（2007-01-05特別劇，稻垣吾郎主演）
- 《金田一耕助 惡魔的手毬歌》（2009-01-05特別劇，稻垣吾郎主演）
- 《金田一耕助VS明智小五郎》（2013年特別劇）（山下智久、伊藤英明主演）
- 《金田一耕助VS明智小五郎：再次》（2014年特別劇）（山下智久、伊藤英明主演）
- 《獄門島》（2016特別劇，播映日期：2016-11-19，長谷川博己主演）
- 《橫溝正史短篇集「金田一耕助登場!」》（2016電視劇-共3集，播映日期：2016-11-24～2016-11-26，池松壯亮主演）
- 《惡魔吹著笛子來》（2018特別劇，播映日期：2018-07-28，吉岡秀隆主演）
- 《犬神家一族》（2018特別劇，播映日期：2018-12-24，加藤成亮主演）
- 《八墓村》（2019特別劇，播映日期：2019-10-12，吉岡秀隆主演）
- 《惡魔的手毬歌》（2019特別劇，播映日期：2019-12-21，加藤成亮主演）
- 《橫溝正史短篇集II「金田一耕助 活躍!」》（2020電視劇-共3集，播映日期：2020-01-18～2020-02-01，池松壯亮主演）
- 《橫溝正史短篇集III「金田一耕助、困惑」》（2022電視劇-共3集，播映日期：2022-02-26，池松壯亮主演）
- 《犬神家一族》（2023特別劇-前篇・後篇，播映日期：2023-04-23 & 29，吉岡秀隆主演）